# Знесіння (парк)
«Знесі́ння» — регіональний ландшафтний парк в Україні. Розташований у Личаківському районі міста Львова, неподалік (на схід) від центру міста (бл. 20 хвилин пішої ходи). 
Площа 312,1 га. Парк оголошений об'єктом природно-заповідного фонду України згідно з ухвалою Львівської обласної ради № 327 від 2 грудня 1993 року. Є структурним підрозділом виконавчого органу Львівської міської ради. Створений для збереження та відновлення унікального природно-історичного комплексу гряди Знесіння і прилеглих територій давніх поселень — Знесіння і Кривчиці. Парк розташований на лісистому узгір'ї Львівського плато; його основна частина розташована в місцевості Кайзервальд.

## Розташування
Сам парк має площу 312,1 га, проте для регулювання впливу міського оточення і формування єдиного природно-архітектурного ансамблю парку та прилеглих територій виділено охоронну зону площею 473,61 га. Загальна площа парку разом з охоронною зоною — 785,71 га.
На території парку розташовані:
- природні ландшафти;
- окремі цінні комплекси та об'єкти природи, історії, культури, котрі підлягають особливій охороні;
- історико-культурні зони (місця визвольних боїв, місця функціонування культурно-освітніх та національних осередків, цвинтар середини XIX століття);
- малоповерхова житлова забудова з присадибними ділянками, історична квартальна середньоповерхова забудова;
- Музей народної архітектури і побуту імені Климентія Шептицького;
- промислова зона;
- заклади освіти, лікувальні установи, церкви, монастирі, спортивні, військові об'єкти, інженерні споруди і мережі.

Рельєф представлений львівськими пагорбами: Стефана, Льва (Лиса або Піщана), Баба (Рід), Хомець. Територія парку розташована неподалік від Головного європейського вододілу, що розділяє Балтійське та Чорне моря. У парку протікають Глибокий і Кривчицький струмки, потік Хомець (усі — притоки Полтви). На території парку можна побачити рідкісні степові рослини, відслонення пісковиків та вапняків міоцену зі скам'янілими залишками морської фауни, вкриті лісом горби, долини з озерами і струмками. 
Тут, на північних схилах Львівського плато, свого часу виникли найдавніші поселення в районі Львова. Практично поряд розташовано три поселення:
- періоду неоліту та бронзи, IV–II тисячоліття до нашої ери
- IX–V століть до н. е. та XIII–XVII століть н. е.
- XIII–XIX століть

На «Знесінні» також виявлені давньослов'янські язичницькі капища на «Святовитовому полі» (X—XI століть) та на горі Баба (IX–XI і XIII століть), які в наш час відвідують рідновірці. 
На захід від Кривчиць височіє гора Хомець — унікальна пам'ятка природи з залишками реліктового лугостепу. Вона є одним із найцінніших ботанічних об'єктів регіонального ландшафтного парку «Знесіння» : Саме тут зупинилось поширення великого, так званого Рисського, заледеніння (100—200 тисяч років тому).
Позаяк територія парку історично входила до складу приміського села Знесіння, тут є житлова забудова, церкви Вознесіння Господнього та Святого Іллі, колишній костел Святого Войцеха, старий Знесінський цвинтар, фармацевтична фабрика і склозавод. На території парку розташовані також фундамент старої оборонної вежі XIII–XIV століть, доріжки для спуску на гірських лижах і етнопарк «Шевченківський гай». 
Територія парку належить до категорії земель природоохоронного, оздоровчого, рекреаційного та історико-культурного призначення.

## Юридична адреса
79024, Україна, Львів, вул. Новознесенська, 32
Інформаційно-освітній центр РЛП "Знесіння" вул. Довбуша, 24

## Керівництво
З 8 жовтня 2022 року керівник парку - Микітчак Тарас Ігорович
Попередні керівники:
Ігор Андрійович Сокирко 
Володимир Володимирович Лазор 
Уляна Михайлівна Тарас
Мар'яна Петрівна Задорожна 
Роман Володимирович Назаровець
Ольга Василівна Кантерук 
Микола Лісовий 
Руслан Мар'янович Гречаник 
Олесь Миронович Завадович 

## Галерея

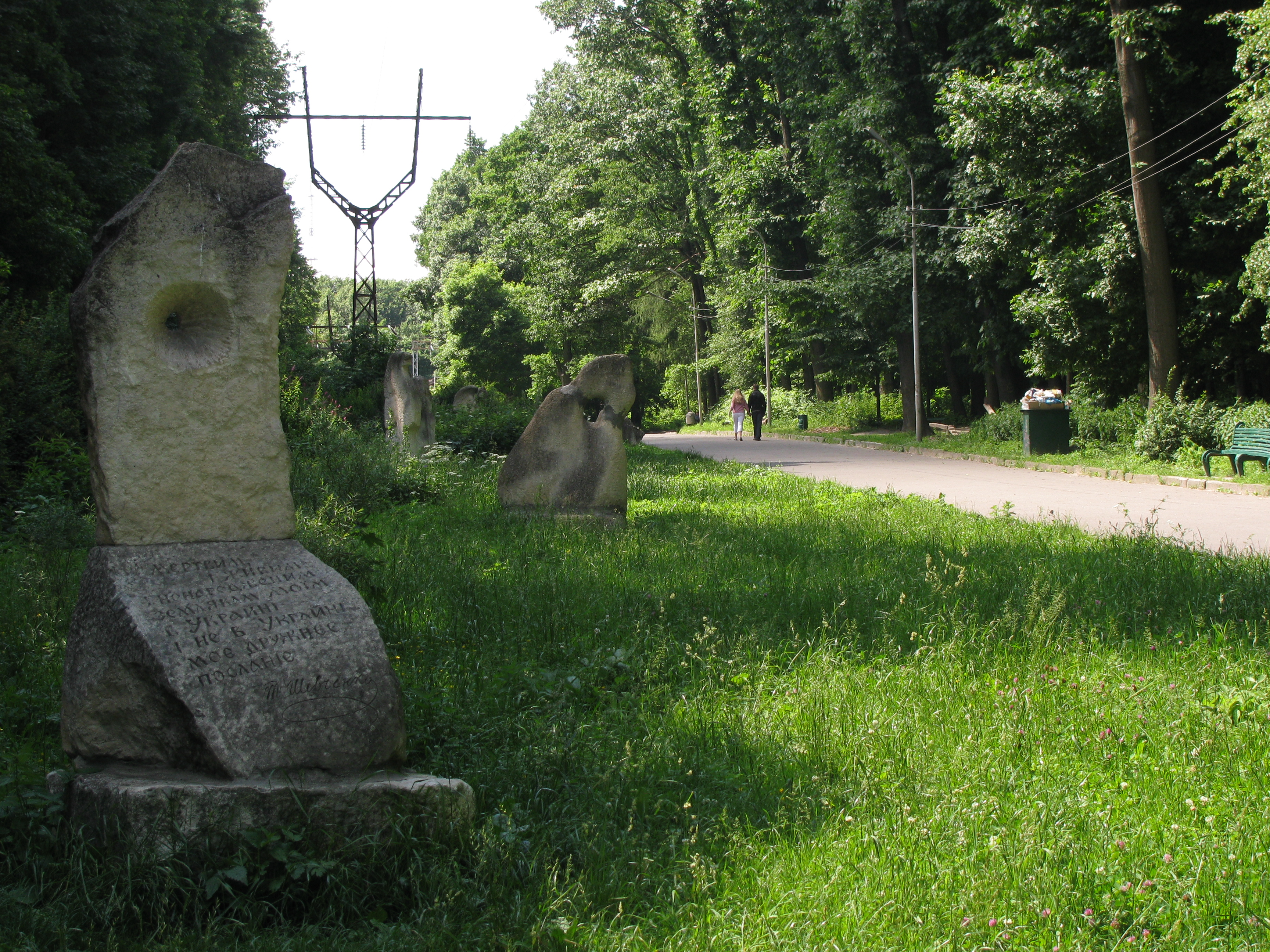
Головна алея
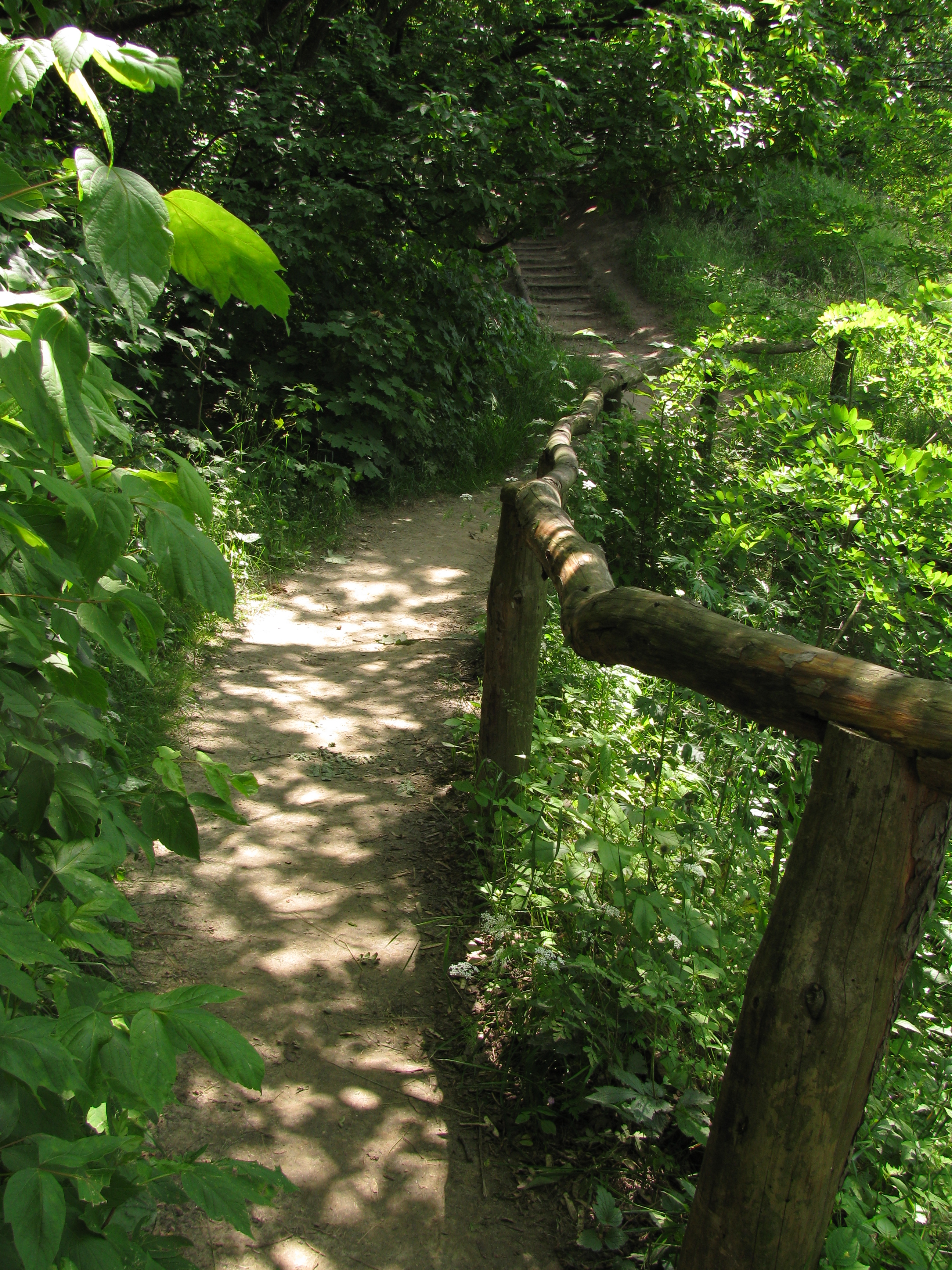
Доріжка в парку
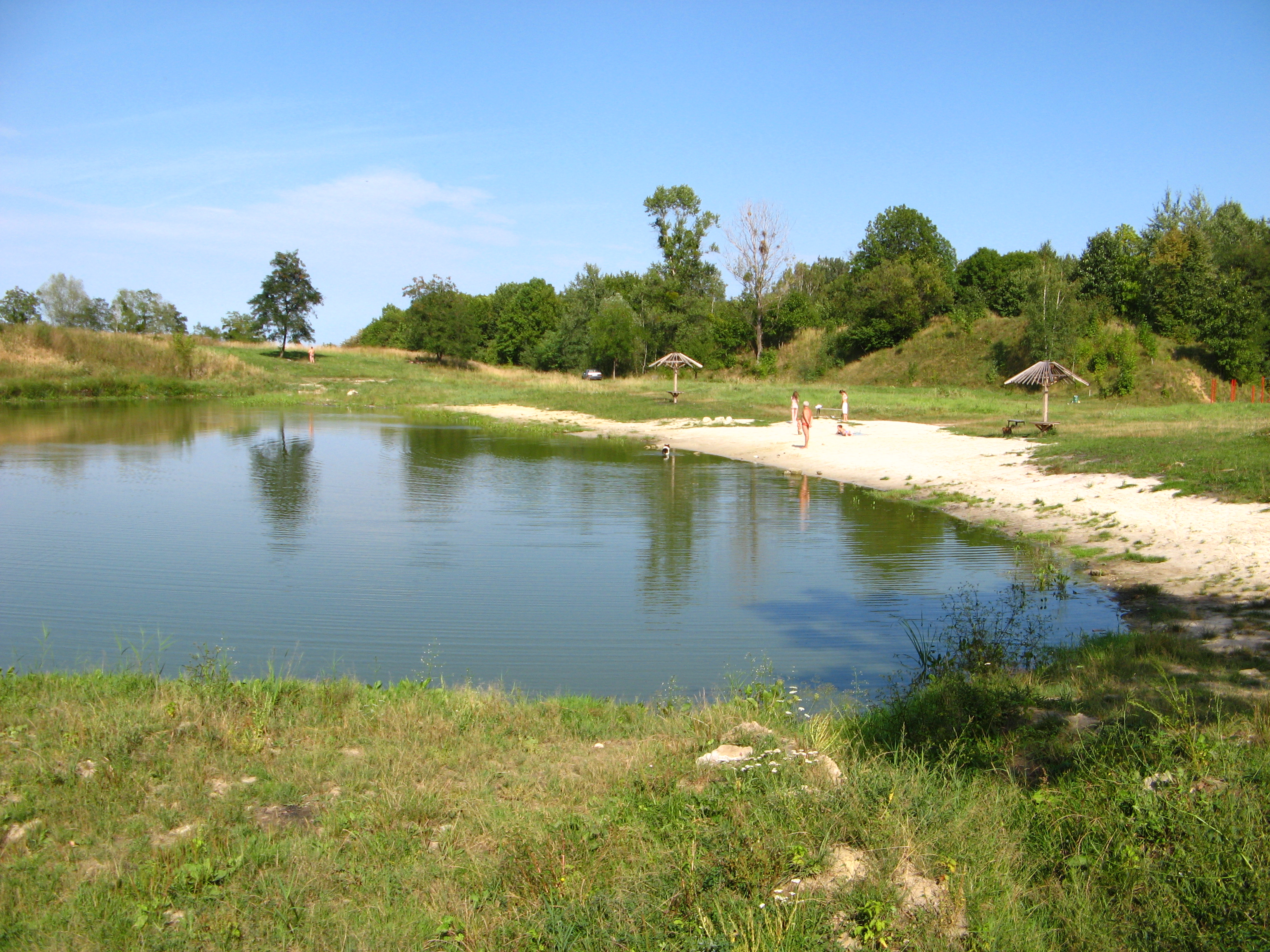
Озеро
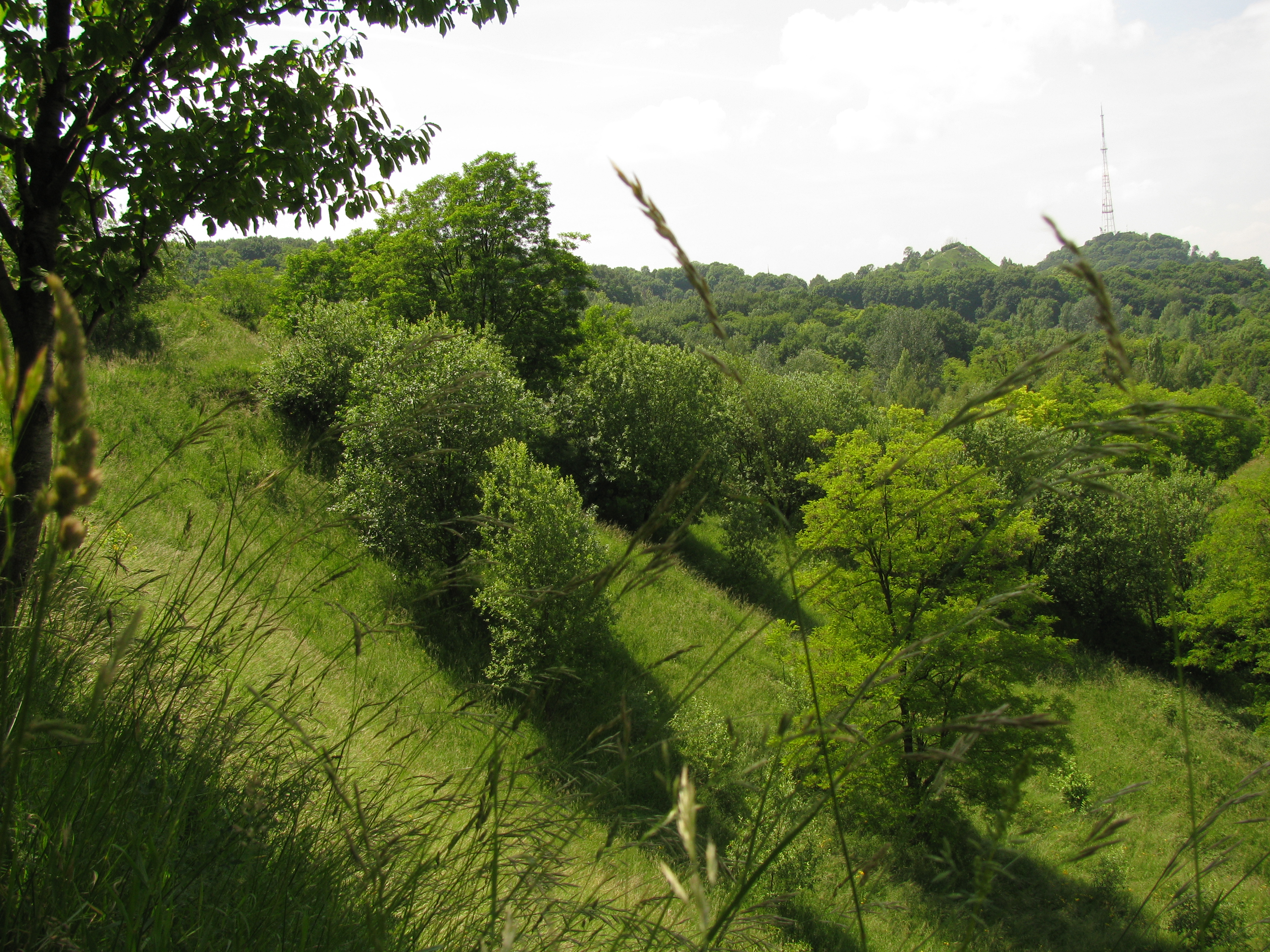
Панорама парку
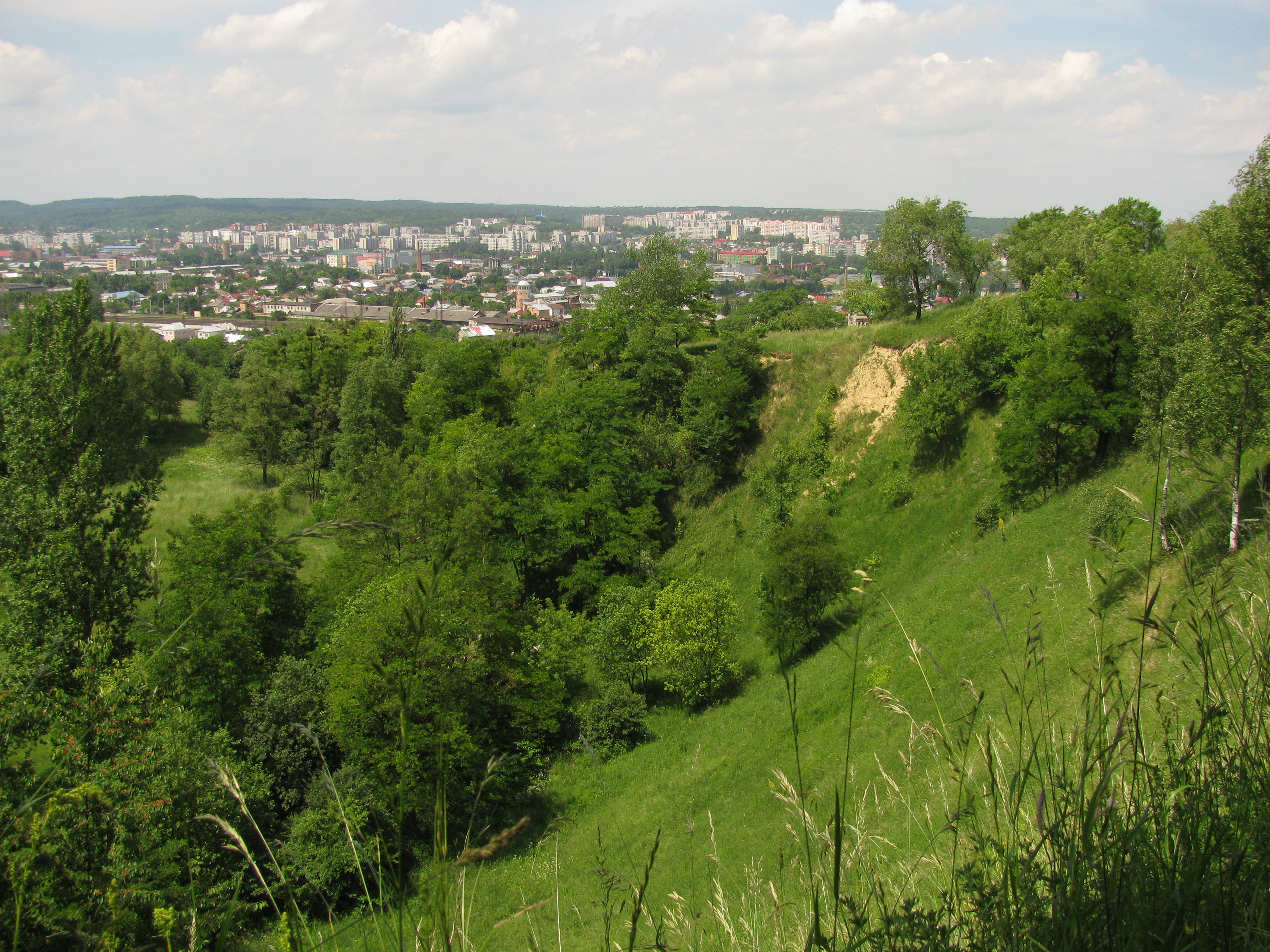
Панорама парку
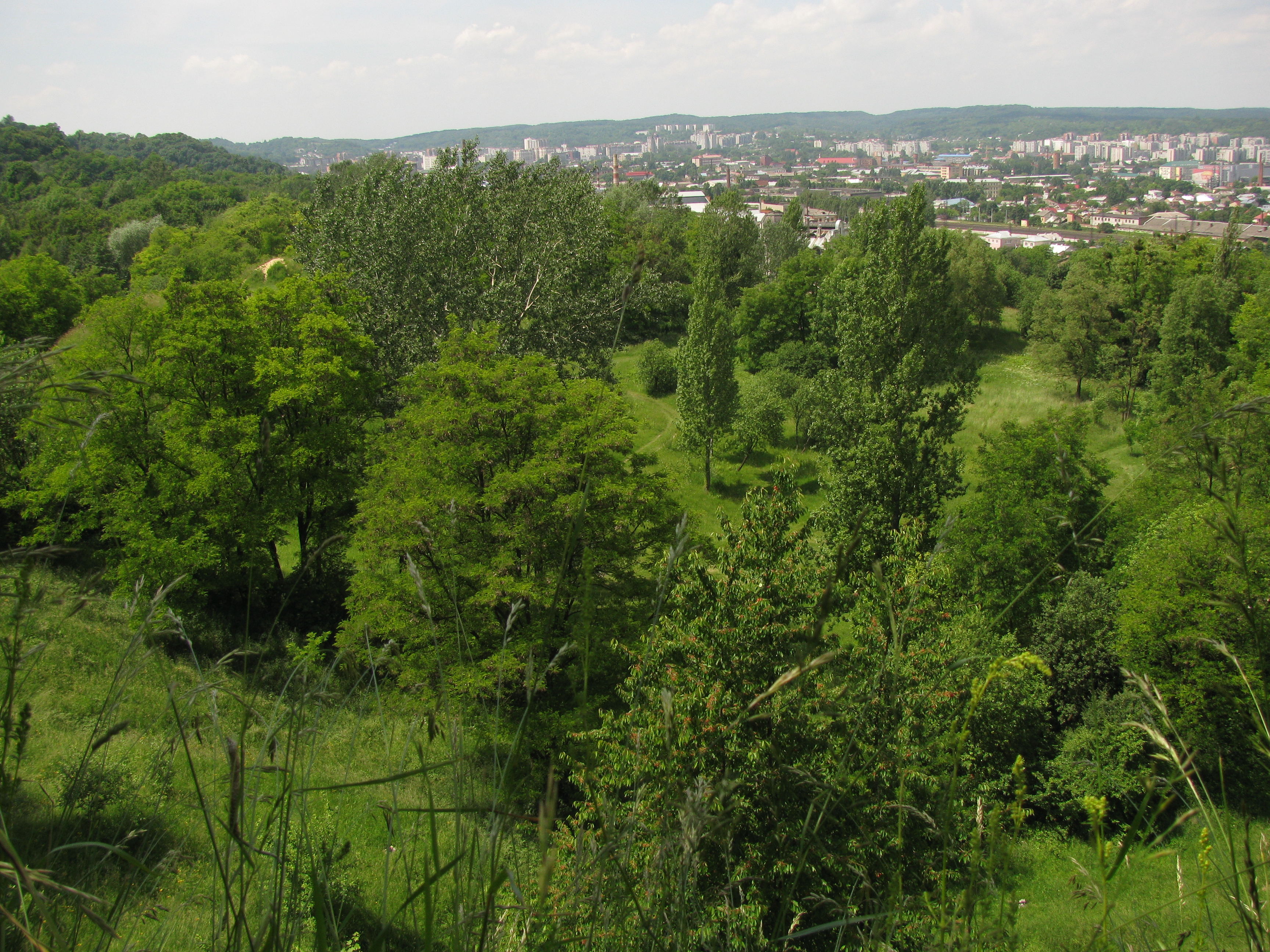
Панорама парку
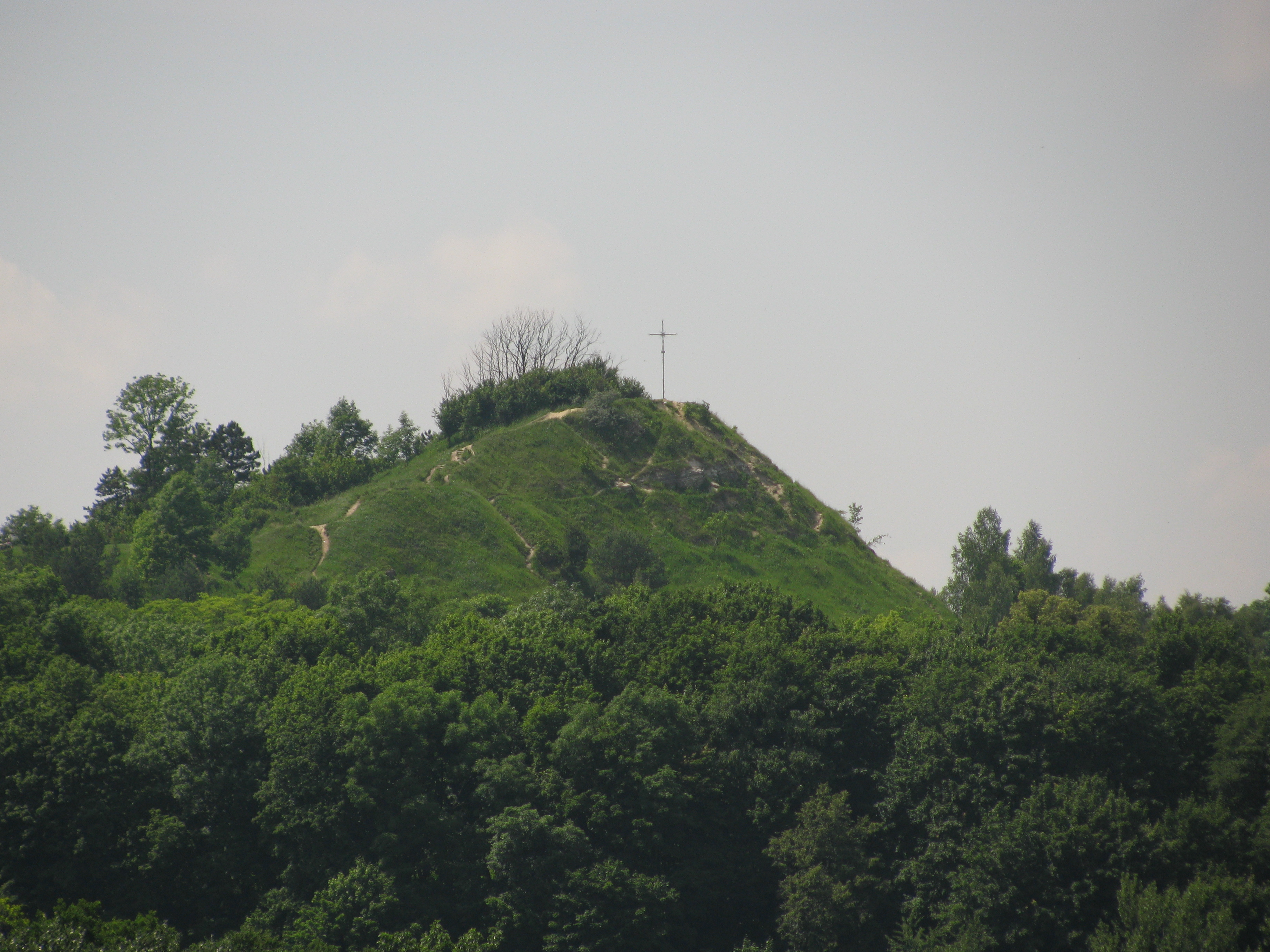
Гора Лева
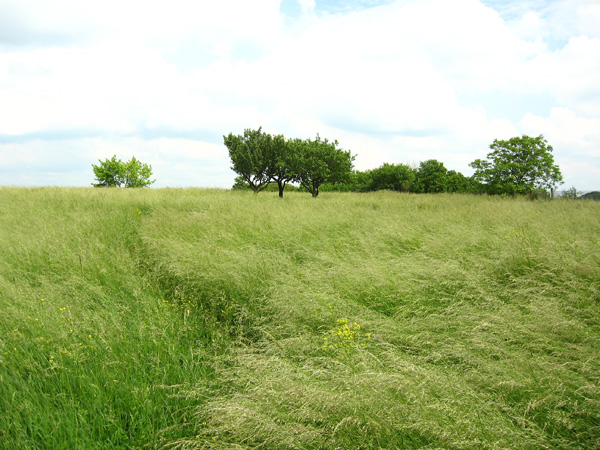
Гора Рід
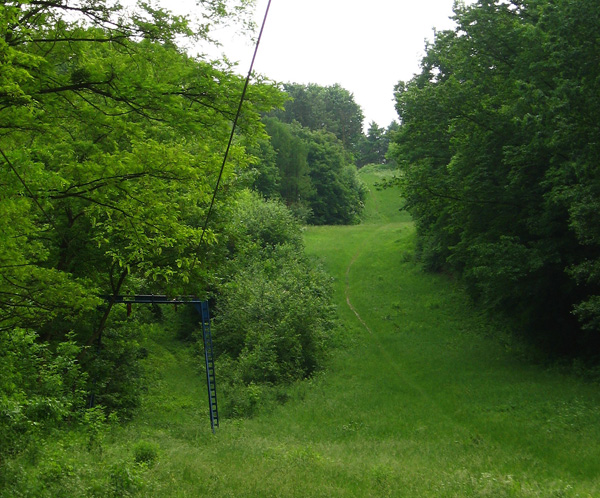
Лижний спуск улітку